# 큰귀날여우박쥐
큰귀날여우박쥐(Pteropus macrotis)는 큰박쥐과에 속하는 박쥐의 일종이다. 인도네시아와 파푸아뉴기니에서 발견된다. 해발 500M이하, 특히 해안가 망그로브 숲에서 서식한다.